# Príscio de Lídia
Príscio de Lídia ou Prisciano de Lídia, em grego clássico: Πρισκιανός Λυδός Priskianós Lydos, em latim: Priscianus Lydus} (primeira metade do século VI) foi um dos últimos dos últimos filósofos neoplatônicos. Apenas duas de suas obras sobreviveram até os dias de hoje.

## Vida
Contemporâneo de Simplício da Cilícia, Príscio nasceu em Lídia, provavelmente no sexto século. Foi um dos últimos neoplatonistas a estudar na Academia quando Damáscio ainda era escolarca.  Quando Justiniano I fechou a escola em 529, Príscio, juntamente com Damáscio, Simplício e outros quatro colegas foram forçados a procurar asilo na corte do rei persa Cosroes I. Por volta de 533 eles foram autorizados a regressar ao Império Bizantino após Justiniano e Cosroes concluírem um tratado de paz, que então permitiu aos filósofos a regressarem.

## Obras
Restaram apenas duas obras de Príscio:
- Um epítome de Sobre a percepção sensorial de Teofrasto, neste trabalho Príscio diz que Teofrasto concorda com Aristóteles quanto o senso comum ser consciente (sunaisthanesthai) do que vemos.[3]
- Respostas à Cosroes (Solutiones ad Chosroen)[4] contêm uma série de respostas a questões filosóficas que aparentemente foram colocadas a Príscio em um debate na corte  persa durante seu exílio. O texto só existe em uma tradução em latim bastante corrompida.[5][6][7]

Também tem sido sugerido que o comentário Da Alma de Aristóteles atribuído a Simplício, foi escrito por Príscio, mas isso é contestado.